# 郑州市白沙园区
郑州市白沙园区，原名为中牟产业园区，是郑汴新区的重要组成部分，为郑州都市区的重要拓展空间、郑汴新区的建设主区域和中原经济区核心增长极的重要组成部分。白沙园区管委会位于郑开大道19号。

## 概况
园区总规划面积为300平方公里，西起京港澳高速，东至开封市边界，北起连霍高速，南至310国道—贾鲁河一线。
截至2011年12月，园区共开建58个基础设施项目，完成投资30亿元，建成51公里的道路，4座变电站，供水厂、污水处理厂和天然气门站各1座。累计引进82个项目，其中22个高等院校。开工建设42个项目，成功申报22个省重点项目；现代教育园区开工14所院校，入住师生2.2万人。

## 规划布局
园区重点布局白沙组团、绿博组团和官渡工业园区：
- 白沙组团：紧邻郑东新区CBD的区位优势，侧重职业教育、高新技术产业、现代服务产业；
- 绿博组团：抓住郑州绿博园建设机遇，侧重文化创意、总部经济、商贸金融产业，兼备居住功能；
- 官渡工业园区：主要承接沿海产业转移，发展先进电子制造业。

## 交通
郑开大道、中央大道、郑开城际铁路穿境而过。